# Sestra obtruncata
Sestra obtruncata là một loài bướm đêm trong họ Geometridae.